# Ітака (Небраска)
Ітака (англ. Ithaca) — селище (англ. village) в США, в окрузі Сондрес штату Небраска. Населення — 160 осіб (2020).

## Географія
Ітака розташована за координатами 41°9′34″ пн. ш. 96°32′22″ зх. д. / 41.15944° пн. ш. 96.53944° зх. д. (41.159339, -96.539495).  За даними Бюро перепису населення США в 2010 році селище мало площу 0,60 км², уся площа — суходіл.

## Демографія
Згідно з переписом 2010 року, у селищі мешкало 148 осіб у 57 домогосподарствах у складі 40 родин. Густота населення становила 245 осіб/км².  Було 58 помешкань (96/км²).
Расовий склад населення:
| - 93,9 % — білих - 4,1 % — корінних американців - 2,0 % — осіб інших рас |

До двох чи більше рас належало 0,0 %. Частка іспаномовних становила 8,1 % від усіх жителів.
За віковим діапазоном населення розподілялося таким чином: 28,4 % — особи молодші 18 років, 58,8 % — особи у віці 18—64 років, 12,8 % — особи у віці 65 років та старші. Медіана віку мешканця становила 36,7 року. На 100 осіб жіночої статі у селищі припадало 92,2 чоловіків;  на 100 жінок у віці від 18 років та старших — 96,3 чоловіків також старших 18 років.
Середній дохід на одне домашнє господарство  становив 58 909 доларів США (медіана — 60 000), а середній дохід на одну сім'ю — 77 441 долар (медіана — 65 625). За межею бідності перебувало 15,0 % осіб, у тому числі 10,5 % дітей у віці до 18 років та 42,9 % осіб у віці 65 років та старших.
Цивільне працевлаштоване населення становило 63 особи. Основні галузі зайнятості: освіта, охорона здоров'я та соціальна допомога — 19,0 %, науковці, спеціалісти, менеджери — 12,7 %, виробництво — 12,7 %.